# Вольфганг Мессінгер
Вольфганг Мессінгер (нім. Wolfgang Messinger; 17 червня 1957, Целле) — німецький дипломат, Почесний доктор. Генеральний консул Німеччини в Донецьку (Україна) (з 2015).

## Життєпис
Народився 17 червня 1957 року в Целле. У 1977 році отримав атестат про повну загальну середню освіту. У 1986 році здобув вищу педагогічну освіту (вчитель німецької, французької мови та історії).
У 1977—1978 — проходив строкову військову службу.
У 1978—1986 — здобув вищу педагогічну освіту (вчитель німецької, французької мови та історії).
У 1987—1989 — підготовча служба для переходу на дипломатичну службу в Федеральному міністерстві закордонних справ.
У 1989—1991 — співробітник Федерального міністерства закордонних справ Німеччини.
У 1991—1994 — співробітник Посольства ФРН в Дакарі.
У 1994—1997 — співробітник Посольство ФРН у Гельсінкі.
У 1997—2000 — співробітник Федерального міністерства закордонних справ Німеччини.
У 2000—2003 — співробітник Посольство ФРН в Москві.
У 2003—2004 — заступник завідувача відділу у Федеральному міністерстві закордонних справ Німеччини.
У 2004—2008 — член ради трудового колективу у Федеральному міністерстві закордонних справ Німеччини.
У 2008—2012 — консул-керівник Генерального консульства ФРН в Единбурзі.
У 2012—2015 — постійний заступник Посла Німеччини в Баку.
з 2015 — Генеральний консул Німеччини в українському місті Донецьк.